# 清水マリコ
清水 マリコ（しみず マリコ、1月28日生）は、日本の劇作家、演出家、ライトノベル作家。劇団「少女童話」主宰。日本大学藝術学部演劇学科卒。

## 来歴
1988年、自作の脚本による舞台「戦争に行く前にすべき2・3の事柄」が上演され、そのメンバーで「少女童話」を結成する。以降、主宰として「少女童話」の全作品の脚本と演出を担当する。
1996年に『超神伝説うろつき童子』のノベライズで作家デビューし、以後もアダルトゲームを中心に多数の作品のノベライズを手掛ける。
2002年に初のオリジナル長編『嘘つきは妹にしておく』を発表。作中では「少女童話」で上演された劇の台本が重要な役割を果たしている。2003年の『君の嘘、伝説の君』、2006年の『侵略する少女と嘘の庭』を合わせて『「嘘」シリーズ』、『「嘘」三部作』等と称される。他、近年はオリジナル作品も多い。
MF文庫Jライトノベル新人賞の選考委員を、第0回から第4回まで務めた。

## 作品リスト

### 脚本
上演は全て少女童話。
- 戦争に行く前にすべき2・3の事柄
- 夢遊病と嘘とテレビゲーム
- 耽美な女優さん
- オカルト
- 愛と死のすばらしい日々
- ザ・ゴールデンアングラ

### ライトノベル
MF文庫J
- 「嘘」シリーズ
  - 嘘つきは妹にしておく（2002年11月、MF文庫J）
  - 君の嘘、伝説の君（2003年10月、MF文庫J）
  - 侵略する少女と嘘の庭（2006年3月、MF文庫J）
- ゼロヨンシリーズ
  - ゼロヨンイチロク（2004年7月、MF文庫J）
  - ゼロヨンイチナナ（2005年2月、MF文庫J）
- ネペンテス（2004年10月、MF文庫J）
  - 2009年4月、「ネペンテス 不思議で切ない八つのお話」に改題、加筆修正を加えてMF文庫ダ・ヴィンチより再刊
  - 2010年2月、加筆修正を加えてMF文庫ダ・ヴィンチより再刊
- HURTLESS/HURTFUL（2009年2月、MF文庫J）
- 友達からお願いします。(2012年11月、MF文庫J)

B's-LOG文庫
- 赤いくつと悪魔姫（2008年9月、B's-LOG文庫）
- 悪魔姫と黒やみ姫（2009年6月、B's-LOG文庫）

小学館
- 日曜日のアイスクリームが溶けるまで（2007年3月、小学館）
  - 2010年7月、「日曜日のアイスが溶けるまで」に改題、加筆修正を加えて小学館文庫より再刊

### ジュブナイルポルノ
ワニマガジン
- 超神伝説うろつき童子1（前田俊夫原作、1996年2月、ワニマガジン）
- 超神伝説うろつき童子2　三面鬼襲来の巻（前田俊夫原作、1996年6月、ワニマガジン）

パラダイム
- 脅迫（アイル原作、1996年11月、パラダイム）
- 淫従の堕天使（DISCOVERY原作、1997年5月、パラダイム）
- Xchange（CROWD原作、1998年3月、パラダイム）
- Natural -身も心も-（フェアリーテール原作、1998年6月、パラダイム）
- Natural AnotherStory（フェアリーテール原作、1998年8月、パラダイム）
- 凌辱 好きですか？（アイル原作、1998年9月、パラダイム）
- My Girl（Jam原作、1999年1月、パラダイム）
- プレシャスLOVE（BLACK PACKAGE原作、1999年5月、パラダイム）
- 終末の過ごし方（アボガドパワーズ原作、1999年8月、パラダイム）
- Kanon 〜雪の少女〜（Key原作、1999年11月、パラダイム）
  - 2009年6月、VA文庫より再刊
- Kanon 〜笑顔の向こう側に〜（Key原作、1999年12月、パラダイム）
  - 2009年7月、VA文庫より再刊
- 脅迫 〜終わらない明日〜（アイル原作、2000年2月、パラダイム）
- Kanon 〜少女の檻〜（Key原作、2000年4月、パラダイム）
- Kanon 〜the fox and the grapes〜（Key原作、2000年6月、パラダイム）
- Kanon 〜日溜まりの街〜（Key原作、2000年8月、パラダイム）
- Natural2 -DUO- 兄さまのそばに（フェアリーテール原作、2000年12月、パラダイム）
- Natural2 -DUO- お兄ちゃんとの絆（フェアリーテール原作、2001年3月、パラダイム）
- Natural Zero+ -はじまりと終わりの場所で-（フェアリーテール原作、2001年7月、パラダイム）
- 君が望む永遠（アージュ原作、パラダイム）
  - 上巻（2002年2月）
  - 下巻（2002年5月）
- エルフィーナ 〜淫夜へと売られた王国で…〜 淫夜の王宮編（アイル原作、2002年10月、パラダイム）
- エルフィーナ 〜淫夜へと売られた王国で…〜 奉仕国家編（アイル原作、2003年3月、パラダイム）
- 朱（ねこねこソフト原作、パラダイム）
  - 上巻（2004年2月）
  - 下巻（2004年9月）
- 脅迫2 〜傷に咲く花 鮮血の紅〜（アイル原作、2006年6月、パラダイム）

美少女文庫
- あなたに胸いっぱい メガネっ娘★初恋（2005年10月、美少女文庫）